# Michael Heizer
Michael Heizer (nacido en 1944) es un artista estadounidense centrado en el land art que se ha especializado en esculturas a gran escala y específicas para un lugar. Heizer trabaja en gran medida fuera de los límites de los espacios artísticos tradicionales de las galerías y los museos; ha redefinido la escultura en términos de tamaño, masa, gesto y proceso. Se considera uno de los pioneros del land art o del movimiento Earthworks del siglo XX. Es ampliamente reconocido por sus esculturas y estructuras ambientales realizadas con equipos para movimiento de tierras. Su trabajo en este campo comenzó en 1967, en el oeste norteamericano. Actualmente vive y trabaja en Hiko, Nevada, y la ciudad de Nueva York . 

## Obra
Heizer inició su carrera artística en Nueva York en 1966 con una serie de lienzos geométricos pintados con látex PVA. Las pinturas que seguirían, caracterizadas por lienzos con formas no tradicionales, probarían la exploración temprana de Heizer de formas positivas y negativas; tales armonías de presencia y ausencia, materia y espacio, son esenciales para su arte. En Trapezoid Painting (1966) y Track Painting (1967), enfatiza los perímetros de los lienzos en bruto pintándolos de negro, mientras que los interiores blancos se perciben como espacios negativos. Estas "pinturas de desplazamiento" de bordes duros tienen un paralelismo con las inmensas geometrías que lograría más tarde al mover la tierra. Los contornos gris pizarra de U Painting (1975), por ejemplo, anticipan las formas de las depresiones y montículos angulares que aparecen en uno de sus últimos proyectos City.
A finales de la década de 1960, Heizer dejó la ciudad de Nueva York hacia los desiertos de California y Nevada, donde comenzó a realizar sus primeras esculturas "negativas". Estas obras fueron creadas removiendo tierra para dar forma a espacios negativos subterráneos en el suelo del desierto. Terminado en 1967, Norte, Este, Sur, Oeste, constaba de varios agujeros de forma geométrica excavados en Sierra Nevada . Al año siguiente, Heizer completó Nine Nevada Depressions, una serie de grandes esculturas negativas ubicadas principalmente en lagos secos de todo el estado, entre ellos Jean Dry Lake, Black Rock Desert y Massacre Dry Lake, cerca de Vya, Nevada. En 1969, Heizer realizó la serie Primitive Dye Paintings, en la que esparció polvo de cal blanca y tintes de anilina concentrados sobre el paisaje seco del desierto, cubriendo grandes áreas que, vistas desde el aire, formaban formas orgánicas y amorfas. La culminación de este primer período crítico fue la creación de Double Negative en 1969, un proyecto para el cual desplazó 240000 toneladas de roca en el desierto de Nevada, cortando dos enormes trincheras, cada una de unos 15 metros (50 pies) de profundidad y unos 9 metros (30 pies) de ancho. Estas brechas abarcan en total unos 457 metros (1500 pies) en el borde oriental de Mormon Mesa cerca de Overton, Nevada.
Desde entonces, Heizer ha continuado su exploración de la dinámica entre las formas positivas y el espacio negativo. Su Adjacent, Against, Upon (1976) yuxtapone tres grandes losas de granito en diferentes relaciones para moldear formas de hormigón ; Las losas de granito de 30 a 50 toneladas se extrajeron de la Cordillera Cascade y se transportaron en barcaza y tren al Parque Myrtle Edwards .  
Para Displaced/Replaced Mass (1969/1977), instalada más tarde en las afueras de Marina del Rey, California, Heizer plantó en la tierra cuatro rocas de granito de diferentes tamaños procedentes de la Alta Sierra en cajas de hormigón sin tapa para que las cimas de las rocas estén aproximadamente al nivel del suelo.
Para un trabajo de 1982 en el antiguo edificio IBM en Nueva York, Heizer cortó la parte superior de una gran roca y marcó ranuras en la superficie antes de colocarla sobre soportes ocultos dentro de una estructura de acero inoxidable. Diseñada como una fuente, la roca parece flotar sobre agua corriente. La llamó Misa levitada, título que volvería a utilizar en el futuro.
Encargado por el presidente de Ottawa Silica Company, el movimiento de tierras Effigy Tumuli en Illinois se compone de cinco creaciones de animales abstractos de animales que recuperan el sitio de una mina de carbón a cielo abierto abandonada a lo largo del río Illinois ; las formas (1983–85) (una rana, un zancudo, un pez gato, una tortuga y una serpiente) reflejan el entorno del sitio, que domina el río.
En 2012, Heizer completó Levitated Mass (2012), una instalación permanente en el Museo de Arte del Condado de Los Ángeles. La obra es una enorme roca de diorita blanca (6.5 metros -21,5 pies- de ancho y 6.5 m. -21,5 pies- de alto) que se encuentra sobre una pasarela inclinada de 139 m (456 pies) de largo, lo que permite a los espectadores experimentar el peso de la roca. mientras caminan por el espacio vacío de abajo. Fueron necesarias once noches, del 28 de febrero al 10 de marzo de 2012, para trasladar la roca de 340 toneladas desde el valle de Jurupa al museo. La instalación está situada en un campo de tiras de hormigón pulido, situadas en un ligero ángulo entre Resnick Pavilion y Sixth Street. Heizer inauguró la exposición el 24 de junio de 2012. Un largometraje documental, también llamado Levitated Mass, fue dirigido y editado por el cineasta Doug Pray . Detalla la realización de la escultura en relación con la carrera de Heizer y al mismo tiempo retrata el viaje de 240 km de la roca a través de Los Ángeles y la reacción del público ante su instalación. 
Otras obras de arte públicas recientes de Michael Heizer incluyen Tangential Circular Negative Line en Mauvoisin, Suiza, encargada por la Fondation Air&Art y dirigida por Jean Maurice Varone, así como Collapse (1967/2016) y Compression Line (1968/2016) en Glenstone, Potomac, Maryland..

Colapso (1967/2016) en Glenstone en 2023

A principios de la década de 1970, Heizer comenzó a trabajar en City, un enorme complejo en el desierto rural del condado de Lincoln, Nevada .  Su trabajo en el proyecto continúa hasta el día de hoy, apoyado por la Fundación Dia Art a través de una subvención de la Fundación Lannan. El acceso (limitado) del público a la obra comenzó en 2022.
En su momento se llevó a cabo una campaña para que el área de Basin and Range alrededor de City fuera designada como monumento nacional para protegerla del desarrollo, y un grupo de museos estadounidenses, incluido el Museo de Arte del Condado de Los Ángeles (LACMA), el Museo de Arte Moderno, el El Instituto de Arte Contemporáneo de Boston y el Walker Art Center se reunieron para llamar la atención del público sobre una petición que insta a la preservación del área. En julio de 2015, el presidente Barack Obama firmó una proclamación (usando su autoridad bajo la Ley de Antigüedades de 1906 ) creando el Monumento Nacional Basin and Range en 285000 hectáreas en los condados de Lincoln y Nye, un área que incluye City de Heizer.
Las obras de arte de Heizer están representadas en colecciones de museos y espacios públicos de todo el mundo.

## Grandes comisiones permanentes
- Línea negativa circular tangencial (2012), Mauvoisin, Suiza, un encargo de la Fundación Air&Art dirigido por Jean Maurice Varone
- Masa levitada (2012), Resnick Pavilion North Lawn en LACMA, Los Ángeles, California
- Túmulos de efigie (1985), Parque Estatal Buffalo, Ottawa, Illinois
- 45 grados, 90 grados, 180 grados (1984), Universidad Rice, Houston, Texas
- Masa levitada (1982), 590 Madison Avenue, Nueva York. Colección EJM Equities, Nueva York
- Norte, Este, Sur, Oeste (1982), calles 5th y Flower, Los Ángeles [16]

## Otros trabajos
- Masa aislada/circunflejo (n.º 2) (1968–72), Nueve depresiones de Nevada, Colección Menil, Houston, Texas
- Rift # 1 (1968–72; deteriorado), Nueve depresiones de Nevada, Massacre Dry Lake, Nevada
- Windows and Matchdrops (1969), siete pequeños surcos en el suelo frente a la entrada de Kunsthalle Düsseldorf, Alemania
- Masa desplazada/reemplazada 1, 2 y 3 (1969), Silver Springs, NV. Ya no existe.
- Doble negativo (1969-1970), ubicado cerca de Overton, Nevada
- Masa arrastrada (1971), Instituto de Artes de Detroit, Detroit
- City (1972, terminada en 2022), condado de Lincoln, Nevada [1]
- Adyacente, contra, sobre (1976), Myrtle Edwards Park, Seattle, Washington
- Esto es igual a eso (1980; eliminado [17] ), Complejo del Capitolio del Estado de Míchigan, Lansing, Míchigan
- Norte, Este, Sur, Oeste (1967/2002), Dia:Beacon, Beacon, Nueva York

## Exposiciones
En 1968, Heizer fue incluido en Earth Works, la influyente exposición colectiva en la galería de Virginia Dwan, y luego en la anual de pintura del Museo Whitney en 1969, donde su contribución fue una enorme fotografía de una pintura de tinte en el desierto. Para su primera exposición individual, en la Galerie Heiner Friedrich de Múnich en 1969, extrajo 1.000 toneladas de tierra en forma cónica para crear la Depresión de Múnich. En 1977 fue incluido en la documenta 6 de Kassel. Se han realizado importantes exposiciones de su obra en instituciones como el Museo Folkwang de Essen (1979), el Museo de Arte Contemporáneo de Los Ángeles (1984) y la Fondazione Prada de Milán (1996).  Se han realizado exposiciones recientes en la galería Gagosian.

### Exposiciones individuales seleccionadas
- 1971 Michael Heizer: trabajo fotográfico y real. Instituto de Artes de Detroit, Detroit
- 1979Michael Heizer. Museo Folkwang, Essen. Viajó al Rijksmuseum Kroller-Muller, Otterlo, Países Bajos.
- 1984 En contexto: Michael Heizer: 45°, 90°, 180°/Extracción geométrica. Museo de Arte Contemporáneo de Los Ángeles
- 1985 45°, 90°, 180°: una escultura para la Universidad Rice. Galería Farish, Escuela de Arquitectura, Universidad Rice, Houston
- 1985 Michael Heizer: Masa arrastrada geométrica. Museo Whitney de Arte Americano, Nueva York
- 1988 Michael Heizer: Nuevas esculturas. Galería Akira Ikeda, Tokio
- 1996 Michael Heizer: Negativo – Positivo +. Fundación Prada, Milán
- 2010 Michael Heizer: Obras de los años 60 y 70. David Zwirner, Nueva York
- 2012 Michael Heizer: tamaño real. Museo de Arte del Condado de Los Ángeles, Los Ángeles
- 2015 Michael Heizer: Altares. Galería Gagosian, Nueva York
- 2016Michael Heizer. Museo Whitney de Arte Americano, Nueva York
- 2018 Le Bourget, París [20]

### Exposiciones colectivas seleccionadas
- 1966 Exposición anual por invitación. Galería Park Place, Nueva York
- 1968 Earthworks Dwan Gallery, Nueva York
- 1968 Exposición Anual de 1968: Escultura Americana Contemporánea. Museo Whitney de Arte Americano, Nueva York
- 1969 Nuevos medios: nuevos métodos Montclair Art Museum, Montclair, Nueva Jersey; Organizado por el Museo de Arte Moderno de Nueva York.
- 1969 Op Losse Schroeven: Situaties en Cryptostructuren (Clavijas cuadradas en agujeros redondos). Museo Stedelijk, Ámsterdam. Viajó a: Verborgene Strukturen. Museo Folkwang, Essen.
- 1969 Vive en tu cabeza: cuando las actitudes toman forma. Kunsthalle Bern, Berna, Suiza. Viajó a: Museum Haus Lange, Krefield, Alemania Occidental; Instituto de Arte Contemporáneo, Londres .
- 1969 Land Art: Long, Flanagan, Oppenheim, Smithson, Boezem, Dibbets, De Maria, Heizer. Fernsehgalerie Gerry Schum, Berlín. Televisado el 15 de abril de 1969.
- 1969 Exposición Anual 1969: Pintura Americana Contemporánea. Museo Whitney de Arte Americano, Nueva York
- 1970 XXXV Exposición Internacional de Arte de Venecia Venecia
- 1970 Información. Museo de Arte Moderno, Nueva York
- 1971 Sexta Exposición Internacional Guggenheim. Museo Solomon R. Guggenheim, Nueva York
- 1971 VII Bienal. Parque Floral de París, París
- 1973 Dibujos americanos 1963-73. Museo Whitney de Arte Americano, Nueva York
- 1976 Dibujando ahora. Museo de Arte Moderno
- 1977 Exposición Bienal. Museo Whitney de Arte Americano, Nueva York, NY.
- 1977 Documenta 6. Museo Friedericianum, Kassel, Alemania.
- 1980 América de los Independientes, 1944-1980 : Exposición 91ème, Société des Artistes Indépendants. Gran Palacio, París, Francia.
- 1984 Colección Becht. De verzameling Agnes en Frits Becht. Museo Stedelijk, Ámsterdam, Países Bajos.
- 1986 Individuos: una historia seleccionada del arte contemporáneo, 1945-1986. Museo de Arte Contemporáneo, Los Ángeles, CA.
- 1987 Dibujo y acuarelas estadounidenses del siglo XX. Selección del Museo Whitney de Arte Americano. Galería Nacional de Arte, Washington D. C.; Viajó al Museo de Arte de Cleveland, Cleveland, OH. ; Fundación Achenbach, Palacio de la Legión de Honor de California, San Francisco, CA; Centro de Artes de Arkansas, Little Rock, AR; Museo Whitney de Arte Americano, Stamford, CT.
- 1987 Fotografía y Arte: Interacciones desde 1946. Museo de Arte del Condado de Los Ángeles, Los Ángeles, CA; viajó al Museo de Fort Lauderdale, Fort Lauderdale,
- 1988 Signos vitales: abstracción orgánica de la colección permanente. Museo Whitney de Arte Americano. Nueva York, NY
- 1989 20 Jahre Internationale Kunstmesse Basilea. Galería Hans Mayer, Düsseldorf, Alemania.
- 1990 Farmakon '90. Centro de Convenciones Nippon, Makuhari Messe, Tokio, Japón.
- 1997 47ª Exposición Internacional de Arte – La Biennale di Venezia . Venecia, Italia.
- 2009 Fotoconceptualismo, 1966-1973. Museo Whitney de Arte Americano, Nueva York, NY.
- 2010 La copia original: fotografía de escultura, desde 1839 hasta la actualidad. El Museo de Arte Moderno, Nueva York, NY; Viajó a Kunsthaus Zürich, Zúrich, Suiza.
- 2013 Cuando las actitudes se vuelven forma: Berna 1969/Venecia 2013. Ca' Corner della Regina, Fondazione Prada, Venecia, Italia.[20]

## Homenajes
- Mungo Thomson, Masa levitante (2012),  Aspen, Colorado .
- Régis Perray, 340 gramos desplazados... durante la Masa levitada de Michael Heizer (2012),[21] Nantes, Francia .
- Jack Daws, La vida en la granja (Heizer), 2010 [22]